# Francesca Maffei Festa
Francesca Maffei Festa (Napoli, 1778 – San Pietroburgo, 21 novembre 1835) è stata un soprano e mezzosoprano italiana.

## Biografia
Figlia del compositore Vincenzo Festa di Acquaviva delle Fonti e di Giuseppina De Chinis di Napoli, fu tra le allieve del castrato Giuseppe Aprile. Fu probabilmente la sposa dell'impresario Raffaele Maffei. 
Ebbe il suo esordio sulle scene italiane attorno al 1800, sia a Napoli (1800), sia a Firenze (1801), Torino (1803), Padova (1803), Venezia (1803-1804), Milano (1805, dove fu scritturata dopo il suo ritorno dalla Francia), e a Roma (1806-1807).
Si esibì a Parigi dal 1809 al 1811. Nel novembre 1809, la sua interpretazione ne La Molinara di Giovanni Paisiello all'Opera-Buffa di Parigi fu notata dalla critica; ripeté questo stesso ruolo nell'estate 1810 di fronte alla Briones Garcia, allora principiante a Parigi. Interruppe il suo soggiorno parigino per un tour in Germania, dove si esibì nel ruolo del titolo dell’Agnese di Ferdinando Paër. Poi interpretò il ruolo del titolo nella Semiramide di Francesco Bianchi, al Teatro dell'Odéon di Parigi, il 17 agosto 1811. La sua dismissione dall'Opera-Buffa in settembre 1813, per un disaccordo con Simon Mayr, fece un po' di rumore e provocò una lettera di protesta dai suoi colleghi.
Interpretò Fiorilla nella prima assoluta d’Il turco in Italia di Gioachino Rossini a La Scala di Milano il 14 agosto 1814. Continuò ad esibirsi sulle scene italiane fino al 1826.
Morì in San Pietroburgo nel 1835.

## Interpretazioni

### Prime assolute
- Elice nel Gustavo in Malabar di Bonifazio Asioli, al Teatro delle Arti di Torino, il 29 gennaio 1803 e durante il carnevale dell’anno XI[6].
- Lucinda nella Guerra con tutti di Francesco Gardi, al Teatro San Benedetto di Venezia, il 12 agosto 1803 e durante l'estate seguente[8].
- Argentina ne L'accortezza materna di Stefano Pavesi, al Teatro San Moisè di Venezia, il 12 maggio 1804 e durante il resto della primavera[9][20].
- La duchessa nel Don Chischiotte de la Mancha di Pietro Generali, a La Scala di Milano, il 12 maggio 1805 e durante il resto della primavera[10].
- Giocondina ne L'inganno dura poco di Cesare Jannoni, al Teatro Valle di Roma, il 9 settembre 1807 e durante l'autunno[21].
- Clary ne Il matrimonio per lettera di cambio di Carlo Coccia, al Teatro Valle di Roma, il 14 novembre 1807 e durante il resto dell'autunno[12].
- Lisetta nellʾAvviso al pubblico di Giuseppe Mosca, a La Scala di Milano, il 4 gennaio 1814 e durante il carnevale[22].
- Tisbe nellʾAgatina o La virtù premiata di Stefano Pavesi, a La Scala di Milano, il 10 aprile 1814 e durante il resto della primavera[23].
- Fiorilla ne Il turco in Italia di Rossini, a La Scala di Milano, il 14 agosto 1814[19] e durante l'autunno successivo[24].
- Malvina ne Le due duchesse di Simone Mayr, a La Scala di Milano, il 7 novembre 1814 e durante il resto dell'autunno[25].
- Medea nel Teseo e Medea di Carlo Coccia, al Teatro Regio di Torino, il 26 dicembre 1815 e durante il carnevale 1816[26].
- Elmonda nel Rodrigo di Valenza di Pietro Generali, a La Scala di Milano, l'8 marzo 1817 e durante la quaresima[27].
- Dina ne Le zingare dell'Asturia di Carlo Soliva, a La Scala di Milano, il 5 agosto 1817 e durante l'autunno successivo[28].
- Il ruolo del titolo nellʾAdele di Lusignano di Michele Enrico Carafa de Colobrano, a La Scala di Milano, il 27 settembre 1817 e durante l'autunno successivo[29][30].
- Il ruolo del titolo in Lanassa di Simone Mayr, a La Fenice di Venezia, il 26 dicembre 1817 e durante il carnevale 1817-1818[31].
- Zelida ne L'orfana egiziana di Francesco Basili, a La Fenice di Venezia, il 28 gennaio 1818[32].
- Elfrida nel Trajano di Domenico Tritto, al Teatro San Carlo di Napoli, il 30 maggio 1818[33].
- Il ruolo del titolo nella Berenice in Siria di Carafa de Colobrano, al Teatro San Carlo di Napoli, il 28 luglio 1818 e durante l'estate[34].
- Irza ne Gl'Illinesi di Francesco Basili, a La Scala di Milano, il 26 gennaio 1819 e durante il carnevale successivo[35].
- Caterina ne Il falegname di Livonia di Giovanni Pacini, a La Scala di Milano, il 12 aprile 1819 e durante la primavera[36].
- Irene nellʾAndronico di Saverio Mercadante, a La Fenice di Venezia, il 26 dicembre 1821 e durante il carnevale 1822[37].
- Isolina nel Tebaldo e Isolina di Francesco Morlacchi, a La Fenice di Venezia, il 4 febbraio 1822 e durante il carnevale[38].
- Elena nellʾElena e Malvina di Carlo Soliva, con Teresa Belloc nel ruolo di Malvina, a La Scala di Milano, il 22 maggio 1824 e durante il resto della primavera[39].
- William ne Il torneo di Giuseppe Antonio Bagioli, al Teatro Comunale di Bologna, nel novembre 1826[40].

### Altri
- Noema ne Il sacrificio di Gefte di Pietro Alessandro Guglielmi, al Teatro del Fondo di Napoli, durante la quaresima del 1800[4].
- Orazia ne Gli Orazi e i Curazi di Cimarosa, al Teatro della Pergola di Firenze, durante l'autunno del 1801[5].
- Cleofide nellʾAlessandro nell'Indie di Angelo Tarchi, al Teatro della Pergola di Firrenze, durante il carnevale 1801-1802[41].
- Leontina ne L'amante anonimo di Stefano Pavesi, al Teatro San Moisè di Venezia, durante l'autunno 1803[42].
- Sandrina in Un avvertimento ai gelosi di Stefano Pavesi, al Teatro nuovo di Padova, durante l'autunno 1803[7].
- Il ruolo del titolo nellʾArtemisia di Cimarosa, al Teatro Alibert delle Dame di Roma, durante il carnevale 1806[11].
- Sandra nel quartetto : Per l'orrendo oscuro speco da I due baroni di Rocca Azzurra (atto 2, scena 12) di Cimarosa, a Parigi, tra il 1809 ed il 1811[43].
- Il ruolo del titolo nellʾAgnese di Ferdinando Paër, in Germania, attorno a 1810[16][44],
  - poi a La Scala di Milano, il 2 luglio 1814 e durante l'estate[45],
  - poi al Teatro Carignano di Torino, durante la primavera del 1815[46],
  - e di nuovo a La Scala di Milano, il 23 marzo 1816 e durante la quaresima[47][48],
  - ed ancora al Teatro San Benedetto di Venezia, durante l'autunno 1818[49].
- Il ruolo del titolo nella Semiramide di Francesco Bianchi, al Théâtre de l'Odéon di Parigi, il 17 agosto 1811[17].
- Aspasia ne Il serraglio d'Ormus di Simone Mayr, con Carolina Bassi nel ruolo di  Altar, a La Scala di Milano, il 21 gennaio 1815 e durante il carnevale[50],
  - poi al Teatro communale di Lugo, durante l'estate 1816[51].
- Ernestina ne La contessa di Colle Erboso di Pietro Generali, al Teatro degl'Infuocati di Firenze, durante l'autunno del 1815[52].
- Il ruolo del titolo nella Ginevra di Scozia di Simone Mayr, al Teatro Regio di Torino, il 1º febbraio 1816 e durante il carnevale[53].
- Doña Anna in Don Giovanni Tenorio di Mozart, a La Scala di Milano, durante la quaresima 1816[54].
- Zenobia nellʾAureliano in Palmira di Rossini, al Teatro Condomini di Senigallia durante l'estate del 1816[55]
  - poi al Teatro dell'illustrissima comunità di Reggio, durante lo stesso estate[56],
  - e al Teatro comunale di Ferrara, durante l'autunno del 1816[57].
- Briseide nellʾAchille di Ferdinando Paër, a La Scala di Milano, il 26 dicembre 1816 e durante il carnevale 1816-1817[58].
- Il ruolo del titolo ne La Cenerentola di Rossini, a La Scala di Milano, durante l'autunno 1817[59].
- Carolina ne Il matrimonio segreto di Cimarosa, a La Scala di Milano, durante l'autunno del 1817[60].
- Il ruolo del titolo nellʾEvellina di Carlo Coccia, a La Fenice di Venezia, il 18 gennaio 1818 e durante il carnevale[61].
- Desdemona nellʾOtello di Rossini, al teatro San Benedetto di Venezia, durante la quaresima del 1818[62].
- Amenaide nel Tancredi di Rossini, al Teatro San Carlo di Napoli, durante la primavera del 1818[63].
- Il ruolo del titolo nellʾArmida di Rossini, al Teatro San Benedetto di Venezia, durante l'autunno del 1818[64].
- Vitellia ne La clemenza di Tito di Mozart, a La Scala di Milano, durante il carnevale del 1819[65].
- Ipermestra ne Le Danaidi di Francesco Morlacchi, a La Scala di Milano, durante la quaresima de l 1819[66],
  - e di nuovo al Teatro Contavalli di Bologna durante l'autunno del 1820[67].
- Atala ne Il vascello l'occidente di Carafa da Colobrano, a La Scala di Milano, il 22 maggio 1819 e per il resto della primavera[68]
- Il ruolo del titolo nella Clotilde di Carlo Coccia, a La Scala di Milano, il 12 giugno 1819 e durante il resto della primavera[69],
  - e di nuovo al königlichen Hoftheater an der Residenz di Monaco di Baviera, il 15 novembre 1819[70].
- Cristina nellʾEduardo e Cristina di Rossini, al Teatro Contavalli di Bologna, durante l'autunno 1820[71].
- Il ruolo del titolo nellʾElisa di Simone Mayr, al Teatro San Benedetto di Venezia, durante la primavera del 1821[72].
- Elena ne La donna del lago di Rossini, al Teatro San Benedetto di Venezia, durante la primavera del 1821[73].
- Elcia nel Mosè in Egitto di Rossini, al Nobile teatro di Udine, durante l'estate del 1821[74],
  - e di nuovo al Gran teatro della commune di Bologna, durante la primavera del 1822[75].
- Il ruolo del titolo nellʾAlzira di Nicola Antonio Manfroce, al Gran teatro della Comune di Bologna, durante la primavera del 1822[76].
- Amalia ne Il barone di Dolsheim di Giovanni Pacini, al Teatro dell'illustrissima Comunità di Modena, durante il carnevale 1824[77].
- Tosnelda nellʾArminio di Stefano Pavesi, al Teatro della Pergola di Firenze, durante la quaresima del 1825[78].
- Curiazio ne Gli Orazi e i Curiazi di Cimarosa, con Francesca Grassi nel ruolo di Orazia, al Teatro civico del Verzaro di Perugia, durante la primavera del 1825[79].
- Tebaldo nel Tebaldo e Isolina di Francesco Morlacchi, al Teatro civico del Verzaro di Perugia, durante la primavera del 1825[80].
- Ergilla ne L'idolo cinese di Pietro Generali, al Teatro della Pergola di Firenze, durante l'autunno 1825[81].
- Il ruolo del titolo nella Margherita d'Anjou di Giacomo Meyerbeer, al Teatro della Pergola di Firenze, durante l'autunno del 1825[82].
- Elisa nellʾElisa e Claudio di Mercadante, al Teatro Pantera di Lucca, durante il carnevale 1825[83].
- Armando ne Il crociato in Egitto di Giacomo Meyerbeer, con Santina Ferlotti nel ruolo di Palmide, al Teatro comunale di Bologna, durante l'autunno 1826[84].